# Henry Price
Henry Price (Londres, 5 de mayo de 1819-Brooklyn, Nueva York, 12 de diciembre de 1863) fue un músico y pintor paisajista inglés que usó la técnica de la acuarela.

## Biografía

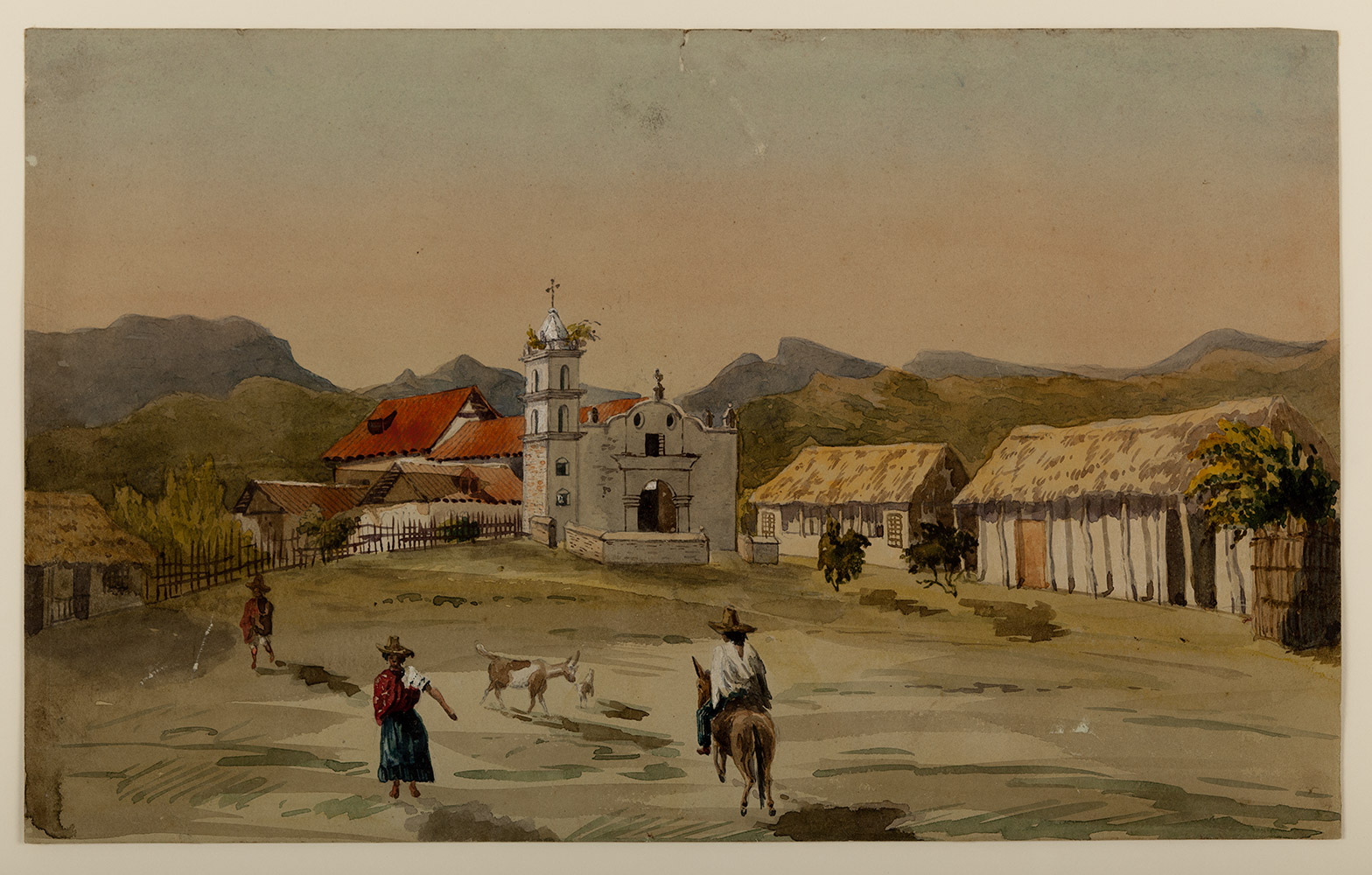
Tocaima (Provincia de Bogotá), acuarela sobre papel, 20,2 x 32,6 cm, Bogotá, Colección de arte del Banco de la República.

Henry Price nació en Londres, Inglaterra, el 5 de mayo de 1819. Después de estudiar pintura y violín en Londres, viajó a Nueva York. Allí se casó con la colombiana Elisa Castello y posteriormente, en 1841, se trasladaron a vivir a Bogotá, Colombia. En 1847 fue uno de los fundadores de la Sociedad Filarmónica de Bogotá y su Escuela de Música.
Participó en la tercera fase de la Comisión Corográfica (1850-1859), dirigida por Agustín Codazzi, en sustitución del pintor venezolano Carmelo Fernández. Esta Comisión Corográfica había sido fundada a partir de una ley de 1839 con la misión de realizar un mapa oficial de Colombia y estudiar la geografía del país. Por motivos de salud fue reemplazado por el colombiano Manuel María Paz.
Durante sus viajes y, según su familia, a causa de una intoxicación por los pigmentos de la acuarela, quedó hemipléjico. Regresó a Nueva York, donde murió en Brooklyn el 12 de diciembre de 1863. Henry Price vivió 44 años.

## Obra
Con la salida de Carmelo Fernández e iniciándose el tercer viaje de la Comisión Corográfica, Price es contratado para documentar lo visto por las provincias de Mariquita, Córdova, Medellín y Antioquia. Esta salida se produce entre los meses de enero a agosto de 1852, reprodujo cerca de veintiuna láminas o acuarelas de figuras humanas, costumbres, paisaje, piezas de cerámica y orfebrería sacadas de guacas y sepulturas de los indios. Curiosamente, Price no se interesó por la arquitectura colonial. Su valiosa colección puede ser vista en la página web de la Biblioteca Nacional de Colombia, acompañadas también por las otras acuarelas que se que se produjeron durante los nueve años de trabajo de la Comisión Corográfica bajo el mando del coronel Agustín Codazzi.